# Дипломатичне красномовство
Дипломатичне красномовство — один із особливих видів красномовства, який застосовують дипломати. Аби опанувати його, слід промовисто аргументувати й розуміти аспекти дипломатії.
Слово «дипломатія» походить від давньогрецького διπλομα, що означає «документ, який склали удвоє». У Давній Греції так називали здвоєні дощечки, які отримував посланець, вирушаючи на службу до іншої країн (на цій дощечці вказували повноваження посланця або формулювали послання важливого змісту). У сучасному розумінні дипломатію ж визначають так:
- мистецтво введення переговорів
- Офіційна діяльність держав у галузі зовнішніх зносин;
- Сукупність науково обґрунтованих засобів і методів, а також мистецтво досягнення мети держави у сфері зовнішньої політики;
- Діяльність державних посадовців, спрямована на захист прав та інтересів держави на міжнародній арені.[1]

## Історія
Дипломатичне красномовство бере свої витоки ще з античних часів: часто ділові відносини між містами-полісами чи з представниками інших країн налагоджували саме впливові оратори (Горгій, Демосфен). У IV ст. до н. е. видатний давньогрецький оратор Демосфен писав: «Посли не мають у власному підпорядкуванні ні бойових кораблів, ані важкої піхоти, ані фортець; їхня зброя — слово та сприятливі можливості».
Подібно, закони Ману в Давній Індії у 1 І ст. до н. е. твердять,  що дипломатичне мистецтво полягає в тому, щоб запобігати війні та укріплювати мирні відносини.
В Україні дипломатичне красномовство започаткувалося в часи Київської Русі, особливо розвинулось за часів Богдана Хмельницького, козаччини і гетьманщини, у період Української Народної Республіки (1917—1920 рр.) і розвивається досі.
Дипломати відіграють значну роль у забезпеченні миру, спокою та безпеки у всьому світі. Головне правило дипломатії: «Дипломат може не думати так, як говорить, але мусить думати, що говорить».

## Риси дипломатичного красномовства
1. Оратор є нейтральним і не заанґажованим. Висловлюючись про особисте ставлення до певної пропозиції, проблеми, промова має громадський характер, а не особистий.
2. Використання мовних формул для контактів з різними представниками країн тощо.

## Класифікація дипломатичних промов
Дипломатичні промови класифікують таким чином:
Промови на міжнародних конференціях, засіданнях. Такі промови — строго регламентовані; вони можуть бути вступними (задавати тон і вказувати на спрямованість міжнародної конференції), процедурними (розкривати позиції однієї із сторін), завершальними або прикінцевими (підсумовувати, аналізувати результати міжнародної конференції). Найважливішу роль для дипломата відіграють процедурні промови, які вимагають лаконічності і строгої обґрунтованості;
- Промови під час дипломатичних актів (підписання угод чи договорів, комюніке тощо);
- Промови під час дипломатичних візитів, прийомів, вручень нагород тощо. Дипломатичні прийоми та візити — це загальноприйняті форми дипломатичної діяльності, що передбачають безпосередній контакт представників акредитованої держави та держави перебування. Такі події регулює дипломатичний протокол, адже він передбачає правила реакцій, дій, вчинків, поведінки, а також морально-етичні правила поводження і мовний етикет у різних ситуаціях дипломатичного спілкування. Дипломат за жодних обставин не може порушувати цих правил.
- Дипломатичне листування вимагає стислості, грамотності, інформативності;
- Особисті бесіди. Цей вид промов відбувається в телефонному режимі чи віч-на-віч  і передбачає перемовини у формі коротких висловлювань.[1]

- Іноді виділяють ще такі різновиди дипломатичного красномовства:
- Виступи на офіційних зібраннях чи зустрічах;
- Офіційні привітання, подяки чи висловлення співчуття;
- Промови ad hoc, тобто ситуативні виступи[1]

За змістом дипломатичні промови класифікують на такі типи:
- Ті, що містять пропозиції;
- Ті, що попереджують про можливі кроки;
- Ті, що заявляють протест;
- Ті, що фіксують політичну чи міжнародно-правову позицію щодо тої чи тої акції іншої держави чи держав або до міжнародної події;
- Ті, що інформують про ті чи ті заходи міжнародного значення, які заплановано провести;
- Ті, що оформляють домовленість чи досягнутий ступінь згоди.

## Структура текстів дипломатичного жанру
Структура текстів дипломатичного жанру зазвичай така:
1. Протокольна формула;
2. Смислове ядро;
3. Аргументаційна частина;
4. Викладення фактів;
5. Завершальний комплімент.[1]

Протокольна формула — це так зване звертання до особи, якій адресовано документ; протокольні формули застосовують в особистих посланнях глав урядів і держав, в особистих нотах, у вербальних нотах, а також у пам'ятних записках, переданих кур'єром.
Смислове ядро — це частина дипломатичного тексту, яка містить головний смисл повідомлення. За обсягом може бути невеличкою.
Аргументаційна частина дипломатичної промови розпочинається з викладу причин, наведення підстав, які спонукають, дають право виступити з цією дипломатичною промовою.
             Максимальна кількість аргументів для обґрунтування позиції, пропозиції створює сприятливі умови для правильного розуміння дипломатичного тексту адресатом. Такі аргументи мають підтримувати смислове ядро документа.
Одним із найважливіших чинників успішності дипломатичного красномовства є логічна побудова промови. Вона має відповідати таким вимогам:
- Вимозі зрозумілості й визначеності;
- Вимозі несуперечності;
- Вимозі послідовності;
- Вимозі обґрунтованості.

Дипломатичне красномовство насамперед розвивається в демократичних умовах; успішний той дипломат, який чітко усвідомлює і забезпечує інтереси держави та досягає поставленої мети, переконуючи силою слова.